# Microplia
Microplia is een kevergeslacht uit de familie van de boktorren (Cerambycidae). De wetenschappelijke naam van het geslacht werd voor het eerst geldig gepubliceerd in 1835 door Audinet-Serville.

## Soorten
Microplia omvat de volgende soorten:
- Microplia agilis Audinet-Serville, 1835
- Microplia nigra Monné, 1976